# انزو تودیسکو
انزو تودیسکو (انگلیسی: Enzo Todisco؛ زادهٔ ۲۲ آوریل ۱۹۸۰) بازیکن فوتبال اهل ایتالیا است.
از باشگاه‌هایی که در آن بازی کرده‌است می‌توان به باشگاه فوتبال فادوتس و باشگاه فوتبال سنت گالن اشاره کرد.